# Lipe (Ljubljana)

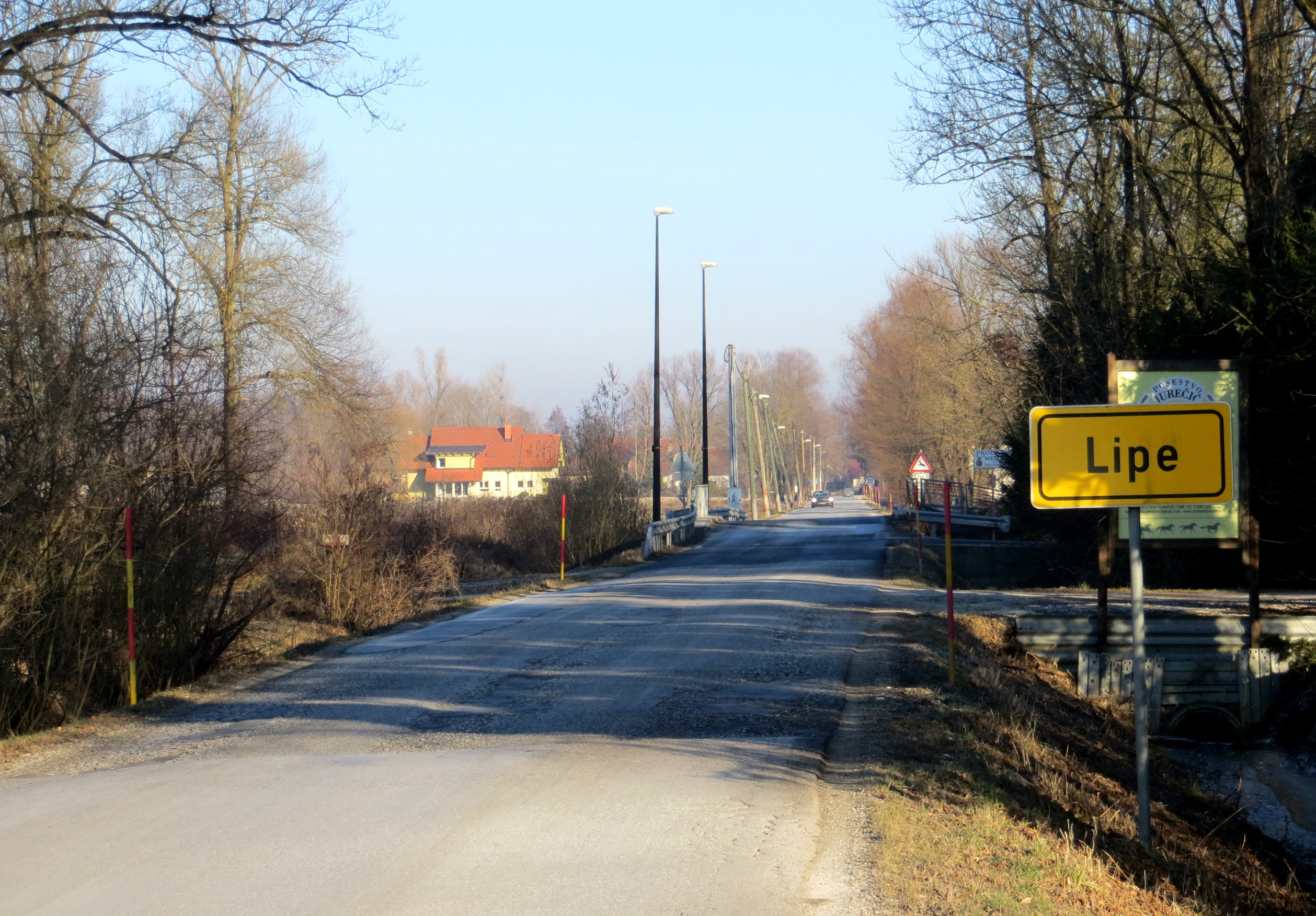
Lipe

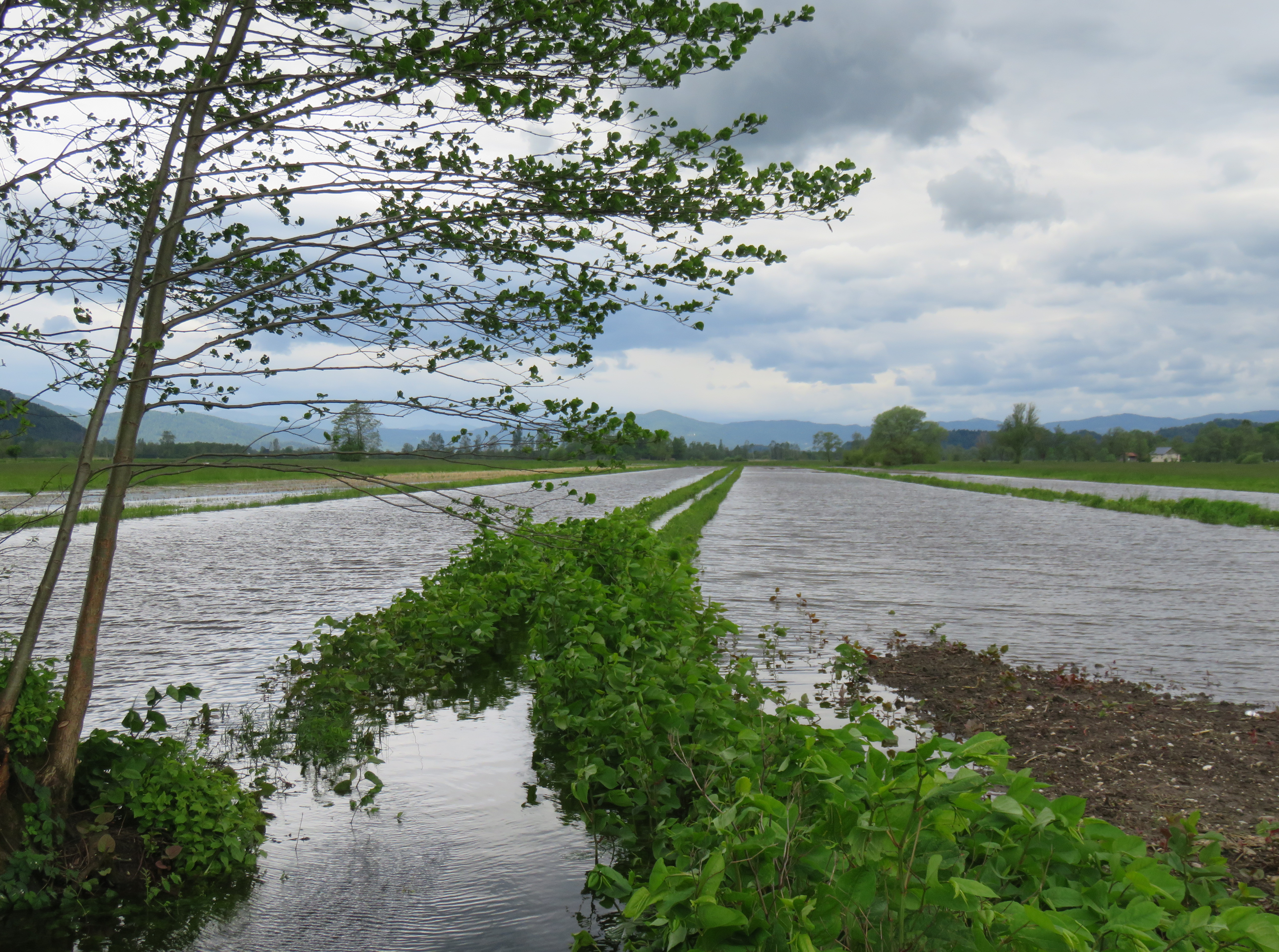
Überflutete Felder in Lipe

Lipe ist eine Siedlung im Laibacher Moor in der Stadtgemeinde Ljubljana südlich der Stadt Ljubljana. Das Dorf ist Teil der historischen Region Unterkrain und gehört heute mit dem Rest der Stadtgemeinde zur statistischen Region Zentralslowenien.

## Lage
Die Siedlung wird im Norden begrenzt durch die Ljubljanica und die Siedlung Črna vas und im Osten durch das Flüsschen Iška. Im Westen und Südwesten grenzt das Dorf an Jezero und im Süden am Podkraj (Gemeinde Ig). Der Salček-Bach (slowenisch: Salčkov-Graben) durchschneidet das Siedlungsgebiet in nördlicher Richtung von Podkraj bis Črna vas. Der südliche Teil der Siedlung ist sumpfig und wird jährlich überschwemmt.

## Geschichte
Das Dorf gehört zusammen mit den Ortschaften Črna vas, Ilovica und Havptmance zu den ab 1830 erfolgten Neusiedlungen im Laibacher Moor.